# 腓特烈罗达
腓特烈罗达（德語：Friedrichroda，發音：[fʁiːdʁɪçˈʁoːda] ⓘ）是德国图林根州哥达县的城市，面积36.88平方千米，2023年12月31日人口为7,116人。